# Port Kembla
Port Kembla är en förort i Australien. Den ligger i kommunen city of Wollongong och delstaten New South Wales, i den sydöstra delen av landet, omkring 75 kilometer söder om delstatshuvudstaden Sydney. Antalet invånare är 4 368.
Trakten är tätbefolkad. Närmaste större samhälle är Wollongong, nära Port Kembla. 
Genomsnittlig årsnederbörd är 1 352 millimeter. Den regnigaste månaden är februari, med i genomsnitt 211 mm nederbörd, och den torraste är juli, med 36 mm nederbörd.